# Havmandens kys
Havmandens kys er det tredje studiealbum fra den danske middelaldergruppe Virelai. Det blev udgivet i 2006 og det består primært af traditionelle folkemelodier arrangeret af gruppen, samt en enkelt sang af skrevet af Søren Hammerlund.
Blandt sangene er en dansk udgave af den franske folkemelodi "J'ai vu le loup" fra omkring 1350, der på dansk har title "Ulv, ræv, hare".
Martin Seeberg blev nomineret til prisen som "Årets danske instrumentalist" ved Danish Music Awards Folk i 2007 for sin musik på albummet samt for sit bidrag til albummet Grum af gruppen Instinkt.

## Spor
1. "Skåledans" (Søren Hammerlund)
2. "El sueno de la hija" (trad. Sefardí)
3. "Fem får fire geder" (trad. Danmark)
4. "Rosenborghave" (trad. Danmark)
5. "Fransk dans" (trad. Middelalder)
6. "Ulv, ræv, hare" (trad. Frankrig)
7. "Bonden & kragen" (trad. Danmark)
8. "Den gode branle" (trad. Frankrig)
9. "Bretonske" (trad. Bretagne)
10. "Sillibrand" (trad. Nordisk)
11. "Poste" (trad. Middelalder)
12. "Skipper & Jomfru" (trad. Danmark)

## Personel
- Anna Katrin Egilstrød - Vokal, trommer, davul, percussion
- Juan Pino - Darbuka, trommer, santoor, percussion
- Martin Seeberg - Bratsch, fløjte, skalmeje, jødeharpe
- Søren Hammerlund - Mandola, drejelire, lut